# Acroaspis
Acroaspis es un género de arañas araneomorfas de la familia Araneidae. Se encuentra en Australia y Nueva Zelanda.

## Lista de especies
Según The World Spider Catalog 12.0:
- Acroaspis decorosa (Urquhart, 1894)
- Acroaspis lancearia (Keyserling, 1887)
- Acroaspis olorina Karsch, 1878
- Acroaspis mamillana (Keyserling, 1887)
- Acroaspis scutifer (Keyserling, 1886)
- Acroaspis tuberculifera Thorell, 1881